# Морская добыча нефти и газа

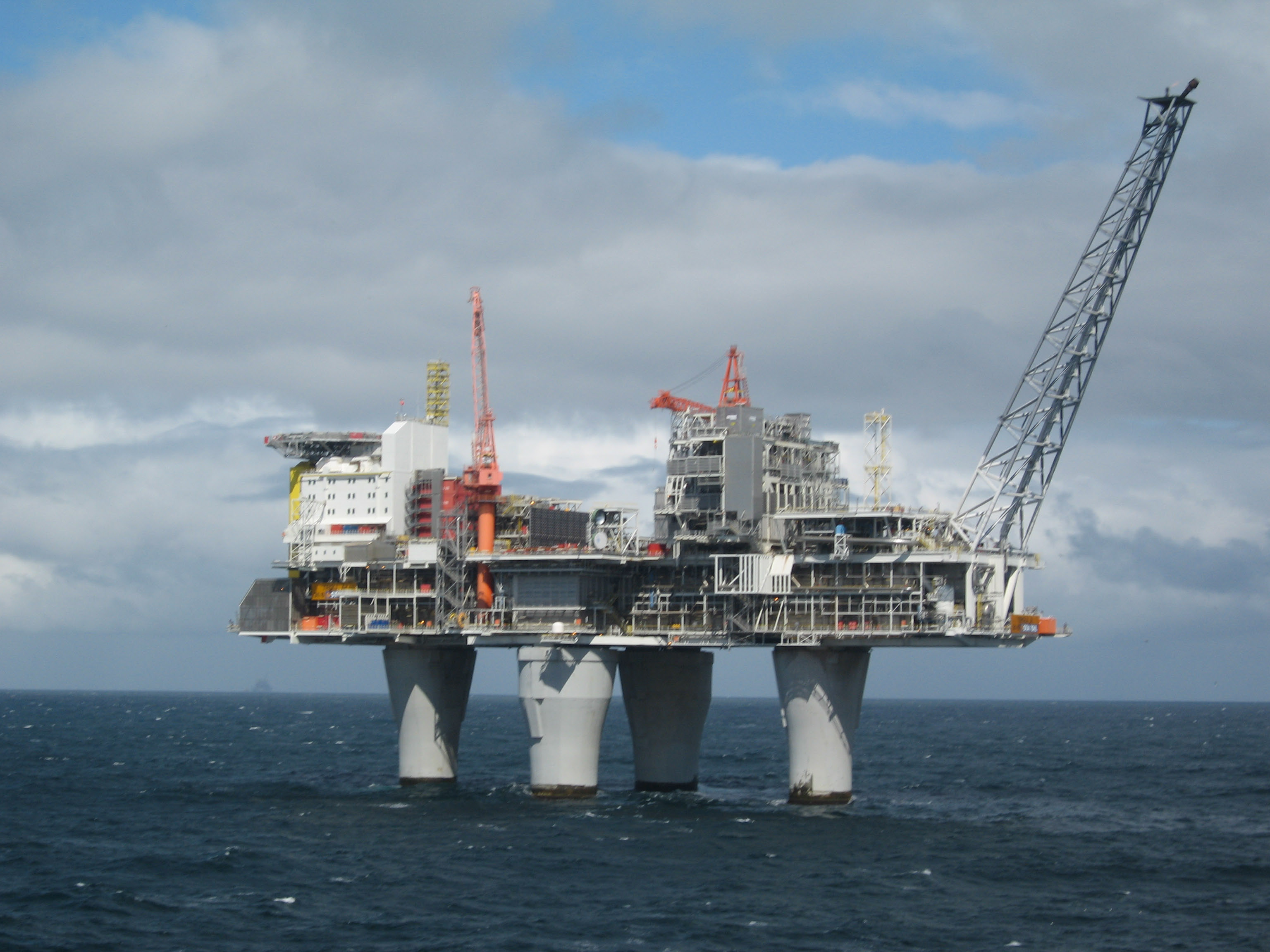
Норвежская нефтяная платформа Troll A на месторождении Тролль в Северном море — самая большая в мире. Её высота составляет 472 м, а общая масса — 656 тысяч тонн.

Морская добыча нефти и газа — добыча нефти и природного газа с морского дна на океанском шельфе.

## История
В 1803 году житель Баку Гаджи Касумбек Мансурбеков для добычи нефти со дна Каспийского моря в Биби-Эйбатской бухте соорудил два колодца, обсаженные деревянными срубами, на расстоянии 18 и 30 метров от берега. Они эксплуатировались до 1825 года, пока не были разрушены штормом.
B 1891 году в Калифорнии на побережье Тихого океана была пробурена наклонная скважина на расстояние 250 метров от берега. C этого времени калифорнийский шельф стал основным объектом поиска, разведки и добычи углеводородов под дном Тихого океана.
В 1896 году горный инженер Л. К. Згленицкий подал прощение в Управление государственным имуществом Бакинской губернии и Дагестанской области России, в котором он просил отвести ему участок морского дна для поисков и добычи нефти. Он намеревался производить бурение с площадок, сооружаемых на сваях. Но Горный департамент решил, что добыча нефти может быть допущена только после засыпке части акватории Биби-Эйбатской бухты землей. К такой засыпке приступили в 1911 году, работы продолжались 8,5 лет, и было засыпано 211 га морского дна. Работы по засыпке бухты были возобновлены после установления Советской власти в Азербайджане в 1920 году. Первая очередь засыпки площадью 27 га была закончена в течение двух лет, и в 1922 году на отвоеванной у моря территории были заложены первые разведочные скважины. Первая законченная бурением скважина дала нефть 18 апреля 1923 года. Затем было выяснено, что богатые залежи нефти уходят в море, далеко за пределы засыпанной территории. Тогда появилась идея бурить скважины со искусственных островков в открытом море. В 1925 году из первой в мире скважины, пробуренной в море с деревянной платформы, была получена нефть.

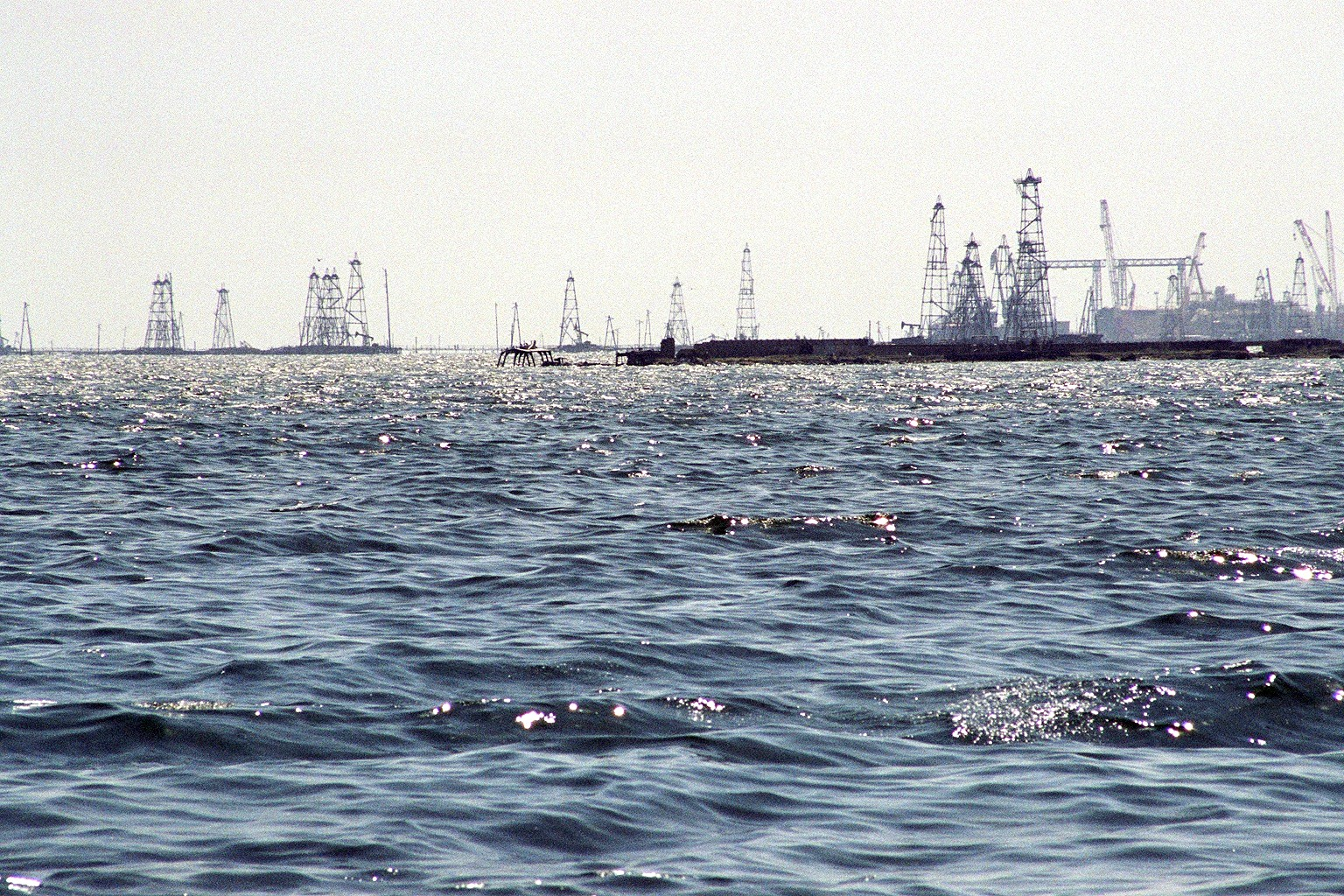
Нефтяные Камни

В 1949 году в 42 км от Апшеронского полуострова на эстакадах для добычи нефти со дна Каспийского моря был построен целый поселок под названием Нефтяные Камни.
Морские нефтепромыслы подобного типа при глубине моря 15-20 метров были сооружены также в Мексиканском заливе и в Венесуэле.
А в 1950-е годы появились плавучие буровые платформы для добычи нефти на большей глубине.
В 1959 году на суше у побережья Нидерландов было открыто Гронингенское газовое месторождение, что изменило представление о нефтегазовых перспективах Северного моря. Однако морское бурение в начале 1960-х году вблизи этого месторождения не привело к успеху. Первые поисковые скважины вдали от побережья Северного моря начали бурить в 1964 году в датском и британском секторах моря, и в британском секторе в 1965 году было открыто месторождение West Sole, в 1966 году — месторождения Leman и Indefatigable и ряд других. Уже к началу 1977 года в Северном море было открыто 114 месторождений. В Северном море Великобритания в 1980 году ежесуточно добывала 223 тыс. т нефти и 102 млн. м3 газа, Норвегия — около 85 тыс. т нефти и 68 млн. м3 газа. Началу активной разработки морского шельфа способствовал нефтяной кризис 1973 года.
В настоящее время наиболее крупными районами морской добычи нефти и газа являются Мексиканский залив, озеро Маракайбо (Венесуэла), Северное море, Персидский залив, Гвинейский залив. Нефть добывается с глубин моря до 600 м. В 2015 году доля морских месторождений составляла 29 % от суммарной мировой добычи нефти. Эксплуатация морских месторождений осуществляется в 50 странах, но почти половина всей добычи сконцентрирована в пяти странах-лидерах: Саудовская Аравия, Бразилия, Мексика, Норвегия и США. Крупнейшим морским месторождением является саудовско-кувейтское месторождение Саффания-Хафджи
В России нефть и газ добывают на шельфе в Охотском море (проекты «Сахалин-1» и «Сахалин-2»), а также в Каспийском море, где работает компания «Лукойл», и на Приразломном месторождении в Печорском море, где добывает нефть компания «Газпром нефть».

## Технология добычи нефти и газа со дна

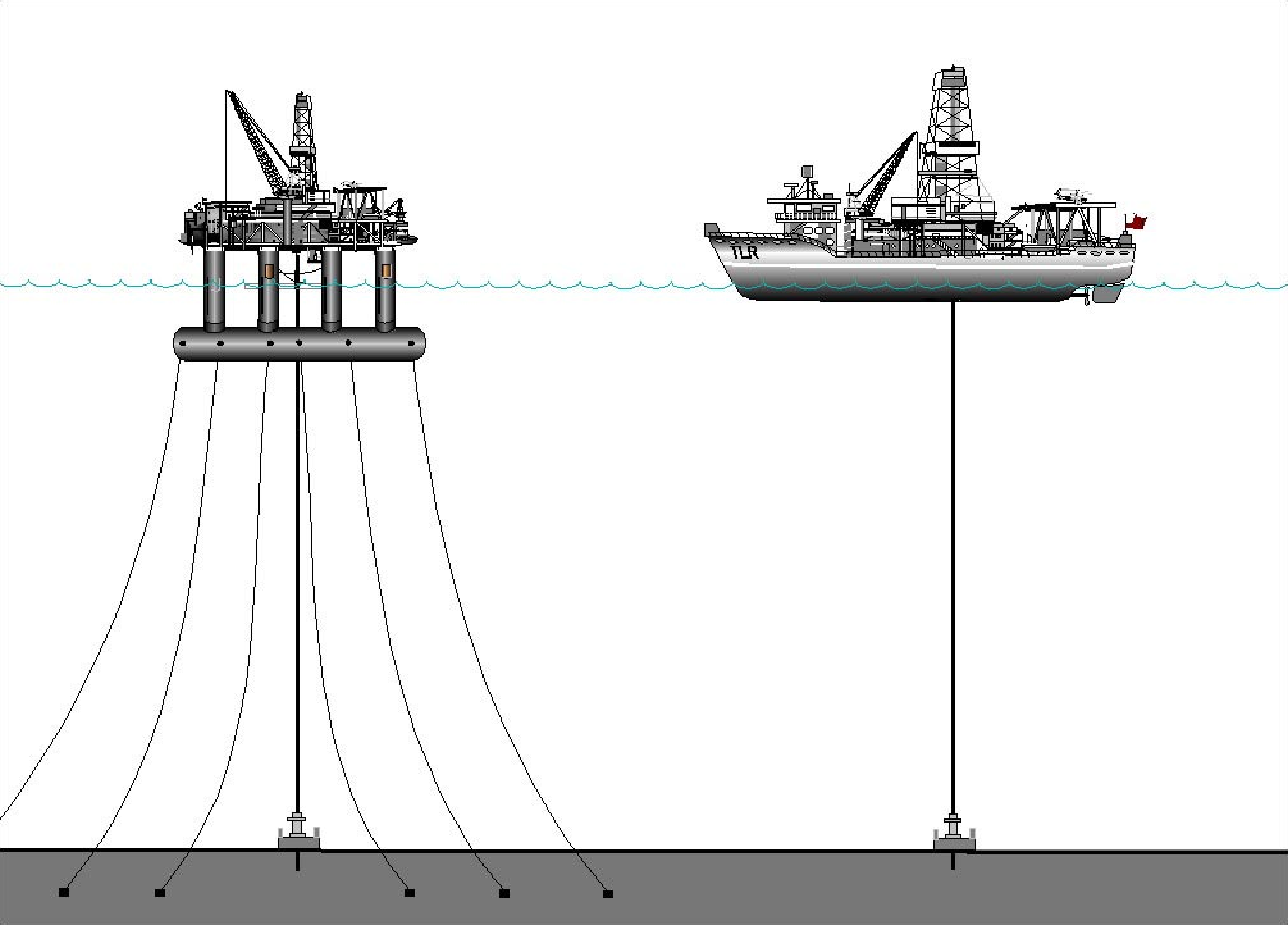
Две популярные схемы глубоководного бурения: полупогружная плавучая буровая установка (слева) и буровое судно (справа).

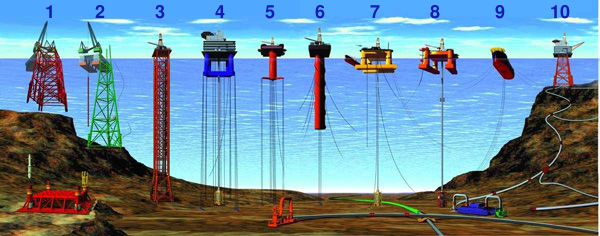
Различные технологии морской добычи нефти и газа: 1 и 2 — стационарные платформы, 3 — нефтяная платформа с гибкой башней, 4 и 5 — нефтяные платформы с растянутыми опорами, 6 — нефтяная платформа типа Spar, 7 и 8 — полупогружные платформы, 9 — судно FPSO, 10 — подводный добычной комплекс

В зависимости от глубины моря для добычи углеводородов со дна применяют различные технологии. Если месторождение располагается совсем близко к суше, то возможно пробурить наклонную скважину с берега. В феврале 2008 года в рамках проекта «Сахалин-1» на месторождении Чайво была пробурена такая скважина рекордной длинной 11680 м. На мелководье обычно сооружают укрепленные искусственные «острова», с которых и осуществляют бурение. Реже применяется способ, когда нужный участок моря окружают дамбами и откачивают воду из образовавшегося котлована.
На глубинах до 40 м для бурения используются стационарные платформы, если же глубина достигает 80 м, то используют плавучие буровые установки с опорами. На глубинах до 150—200 м работают полупогружные платформы, которые удерживаются на месте при помощи якорей или системы динамической стабилизации. На больших глубинах используются буровые суда. Рекорд глубоководного бурения был установлен в 2004 году, когда буровое судно «Discoverer Deep Seas» компании «Transocean» начало бурение скважины для «Chevron Texaco» в Мексиканском заливе при глубине моря 3053 м.
Добыча нефти и газа может производиться как со стационарных платформ, так и с плавучих установок (FPSO). FPSO, которые дешевле, чем стационарные платформы, начали применяться с 1977 года. Нефть и газ поднимают на поверхность через погруженное в воду оборудование на морском дне, включающее клапаны скважины («рождественская ель») и трубопровод, соединяющий несколько скважин в одну линию, которая затем соединяется с судном FPSO.

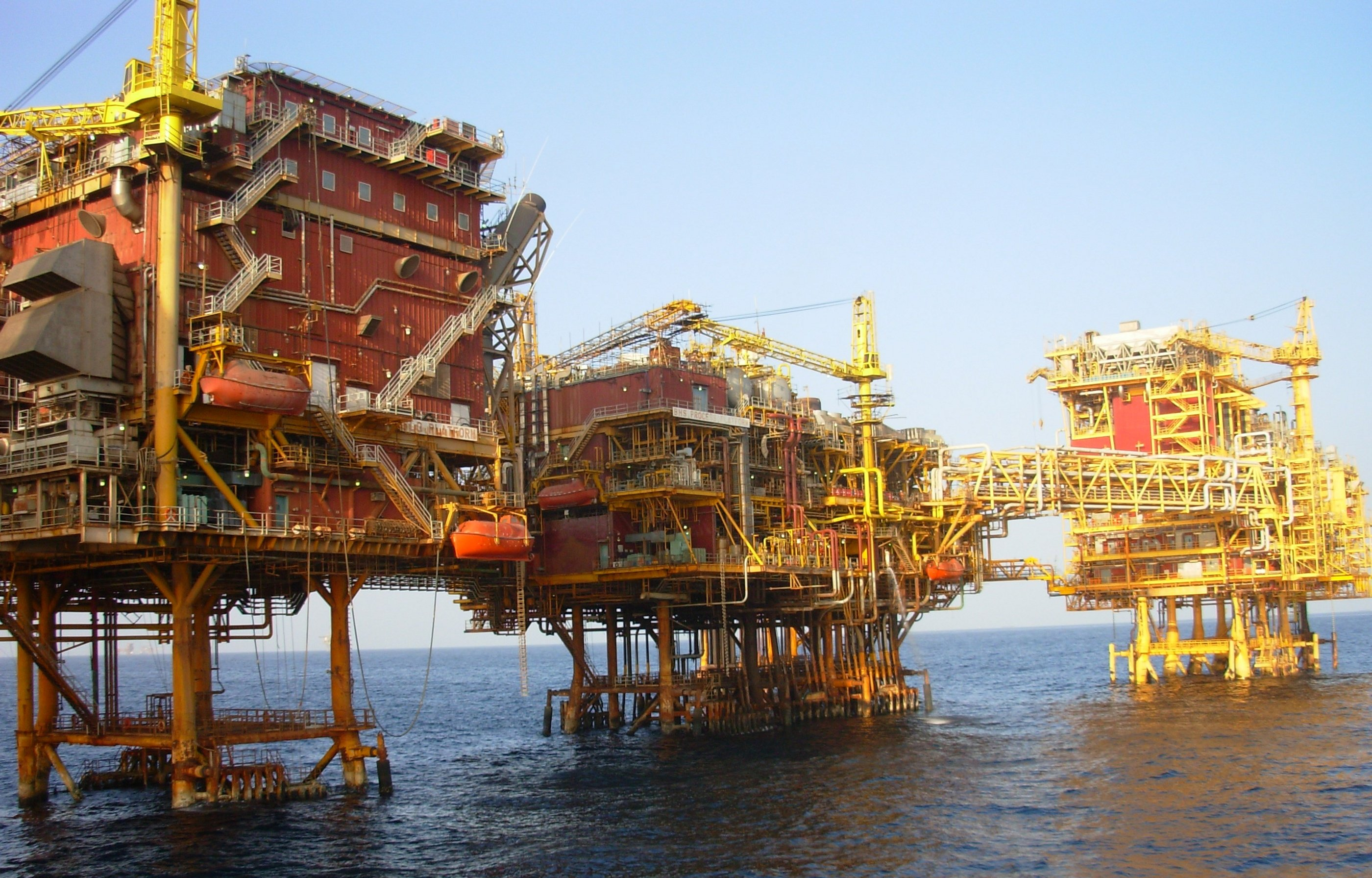
Нефтяные платформы индийской компании ONGC

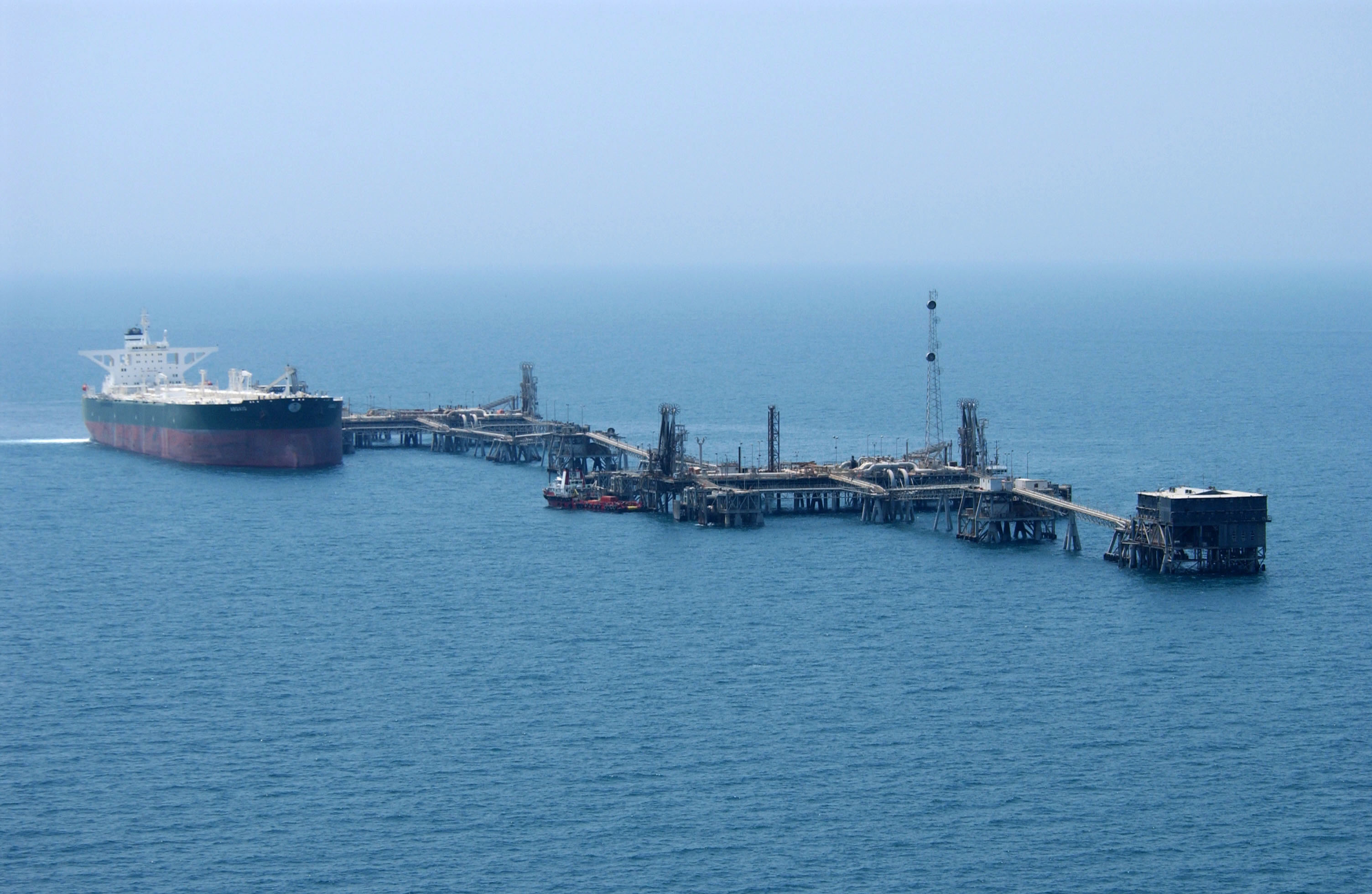
Иракский нефтяной терминал в Персидском заливе

Добытая нефть транспортируется на берег с помощью морских трубопроводов, которые прокладывают в море с помощью судов-трубоукладчиков. Также используются системы с рейдовыми причалами, когда нефть поступает по подводному трубопроводу к причалу, откуда перекачивается на танкеры.
Новым направлением подводной добычи нефти и газа является создание подводных эксплуатационных комплексов. Такие технологии начали развиваться с середины 1970-х годов, впервые подводное устьевое оборудование начало эксплуатироваться в Мексиканском заливе. Газ отделялся от жидких углеводородов под водой, затем жидкие углеводороды выкачивались на поверхность, а газ поднимался под собственным давлением. В настоящее время технологии подводной добычи позволяют осуществлять под водой выкачивание углеводородов, разделение газа и жидкости, отделение песка, обратную закачку воды в пласт, подготовку газа, сжатие газа. Установка подводных добычных комплексов производится с помощью специальных судов, которые должны быть снабжены оборудованием для работы водолазов для небольших глубин (несколько десятков метров) и робототехникой для больших глубин. Нефть и газ со скважин на дне может транспортироваться либо на технологическое судно, где производятся дополнительных технологические процессы, либо сразу на берег, если до него недалеко. Осуществление части процессов по добыче под водой позволяет избежать затрат на строительство огромных стальных конструкций. Кроме того, например, такой вариант может использоваться в Арктике, где надводные стальные конструкции могут быть повреждены льдами.

## Аварии
Добыче нефти и газа на морском шельфе сопутствуют различного рода аварии, приводящие к загрязнению моря. Аварии на стадии бурения связаны, в первую очередь, с неожиданными выбросами нефти и газа из скважины в результате прохождения буром зон с повышенным давлением. Аварии могут происходить и при осуществлении добычи. К авариям приводят поломка оборудования, ошибки персонала и чрезвычайные природные явления. Крупнейшая катастрофа в истории при морской добыче нефти произошла в июле 1988 года на нефтедобывающей платформе Piper Alpha, когда в результате взрыва, последовавшего за утечкой газа, погибло 167 человек. Взрыв нефтяной платформы Deepwater Horizon в апреле 2010 года привёл к крупнейшему разливу нефти.